# Episodi di 14º Distretto (quattordicesima stagione)
La quattordicesima stagione della serie televisiva 14º Distretto è stata trasmessa in anteprima in Germania da Das Erste tra il 7 marzo 2000 e il 30 maggio 2000.
| nº | Titolo originale      | Titolo italiano | Prima TV Germania | Prima TV Italia |
| -- | --------------------- | --------------- | ----------------- | --------------- |
| 1  | Nach langer Zeit      | inedito         | 7 marzo 2000      | inedito         |
| 2  | Miss Marple           | inedito         | 14 marzo 2000     | inedito         |
| 3  | Engelchen             | inedito         | 21 marzo 2000     | inedito         |
| 4  | Gefährlicher Verdacht | inedito         | 28 marzo 2000     | inedito         |
| 5  | Heimspiel             | inedito         | 4 aprile 2000     | inedito         |
| 6  | Der weiße Ritter      | inedito         | 11 aprile 2000    | inedito         |
| 7  | Der schwarze Sheriff  | inedito         | 18 aprile 2000    | inedito         |
| 8  | Tote leben länger     | inedito         | 25 aprile 2000    | inedito         |
| 9  | Verlorene Töchter     | inedito         | 2 maggio 2000     | inedito         |
| 10 | Glaubenssache         | inedito         | 9 maggio 2000     | inedito         |
| 11 | Girlie Gang           | inedito         | 16 maggio 2000    | inedito         |
| 12 | Die Stunde der Frauen | inedito         | 23 maggio 2000    | inedito         |
| 13 | Der Partner           | inedito         | 30 maggio 2000    | inedito         |